# Atletismo nos Jogos Pan-Americanos de 1987 - Salto em altura masculino
A prova do salto em altura masculino nos Jogos Pan-Americanos de 1987 foi realizada em 12 de agosto em Indianápolis, Estados Unidos.

## Medalhistas
| Ouro                      | Prata                 | Bronze                           |
| Javier Sotomayor CUB Cuba | Troy Kemp BAH Bahamas | Jerome Carter USA Estados Unidos |

## Resultados
| Posição           | Nome              | Nacionalidade      | Marca | Notas |
| ----------------- | ----------------- | ------------------ | ----- | ----- |
| Medalha de ouro   | Javier Sotomayor  | CUB Cuba           | 2.32  | PR    |
| Medalha de prata  | Troy Kemp         | BAH Bahamas        | 2.28  |       |
| Medalha de bronze | Jerome Carter     | USA Estados Unidos | 2.28  |       |
| 4                 | Lee Balkin        | USA Estados Unidos | 2.24  |       |
| 5                 | Clarence Saunders | BER Bermudas       | 2.20  |       |
| 6                 | Troy Glasgow      | BER Bermudas       | 2.10  |       |